# Leeds (Utah)
Leeds es una localidad del condado de Washington, estado de Utah, Estados Unidos. Según el censo de 2000 la población era de 547 habitantes.

## Geografía
Leeds se encuentra en las coordenadas 37°14′22″N 113°21′39″O / 37.23944, -113.36083.
Según la oficina del censo de Estados Unidos, la localidad tiene una superficie total de 5,3 km². No tiene superficie cubierta de agua.
- Datos: Q482468
- Multimedia: Leeds, Utah / Q482468

1. ↑  Zip Data Maps, código ZIP n.º 84746.